# DJGPP
DJGPP (акроним от DJ’s GNU Programming Platform) — проект по переносу GNU-утилит на платформы DOS и Windows для поддержки DPMI. Название происходит от имени автора — DJ Delorie.
DJGPP является свободным программным обеспечением, и большинство утилит под него распространяются под GNU GPL или более пермиссивной лицензией. Может работать только на 32-битных процессорах (80386 и выше).
Не совместим с 64-разрядными версиями Windows, так как они не реализуют 16-битный интерфейс DOS и там нет виртуальной машины DOS, то есть для запуска нужно использовать DOSBox.
Утилиты разработки DJGPP поставляются также в составе GNU/DOS.
В конце 1990-х годов на DJGPP создавалось множество сложных программных продуктов под DOS (например, игра Quake).